# Parní lokomotiva Čerepanových
Parní lokomotiva Čerepanových byla první parní lokomotiva sestrojená v Rusku. Jefim a Miron Čerepanovi ji zkonstruovali v roce 1834. Tento model jezdíval z továrny v Nižním Tagilu do nedalekého dolu. Trať postavená jako pocta lokomotivě byla první parní železnicí v Rusku. Jefim a Miron zkonstruovali také druhý model, který byl odeslán do Petrohradu v roce 1835.

## Pozadí
Jefim Čerepanov a jeho syn Miron byli nevolníci rodiny Děmidovovů, která vlastnila továrnu. Čerepanovi pro ně vyvinuli několik inovací. Mnoho let vyvíjeli parní stroje pro čerpání vody v dolech. Oba se vypravili do Anglie (každý zvlášť); Miron odjel roku 1833. Během pobytu v Anglii zkoumal Miron parní lokomotivy. Sovětští učenci však trvají na tom, že parní lokomotiva byla Čerepanovým vlastním vynálezem, nikoli kopií anglického modelu.

## Konstrukce a popis
První model lokomotivy byl dokončen v roce 1834 po zhruba šesti měsících práce ve volném čase dvojice. V srpnu téhož roku proběhla akce, kde lidé sledovali jízdu lokomotivy na dráze cca 854 metrů. Lokomotiva přepravila až 3,2 tuny nákladu rychlostí kolem 15 kilometrů za hodinu. Převoz o této hmotnosti vyžadoval obvykle 50–60 pracovníků a trval přibližně 30 minut. Lokomotiva to dokázala za čtyři minuty. Výkon lokomotivy byl stanoven na 30 koňských sil. Jejich druhý model, sestrojený v březnu 1835 a darovaný Petrohradu, vylepšil předchozí parametry a při rychlosti kolem 16,4 kilometrů za hodinu přepravil hmotnost kolem 1 000 pudů. První model zůstal v továrně, na dvoukilometrové trati z továrny do nedalekého dolu. Tato trať byla první parní železnicí v Rusku.

## Přijetí a následky

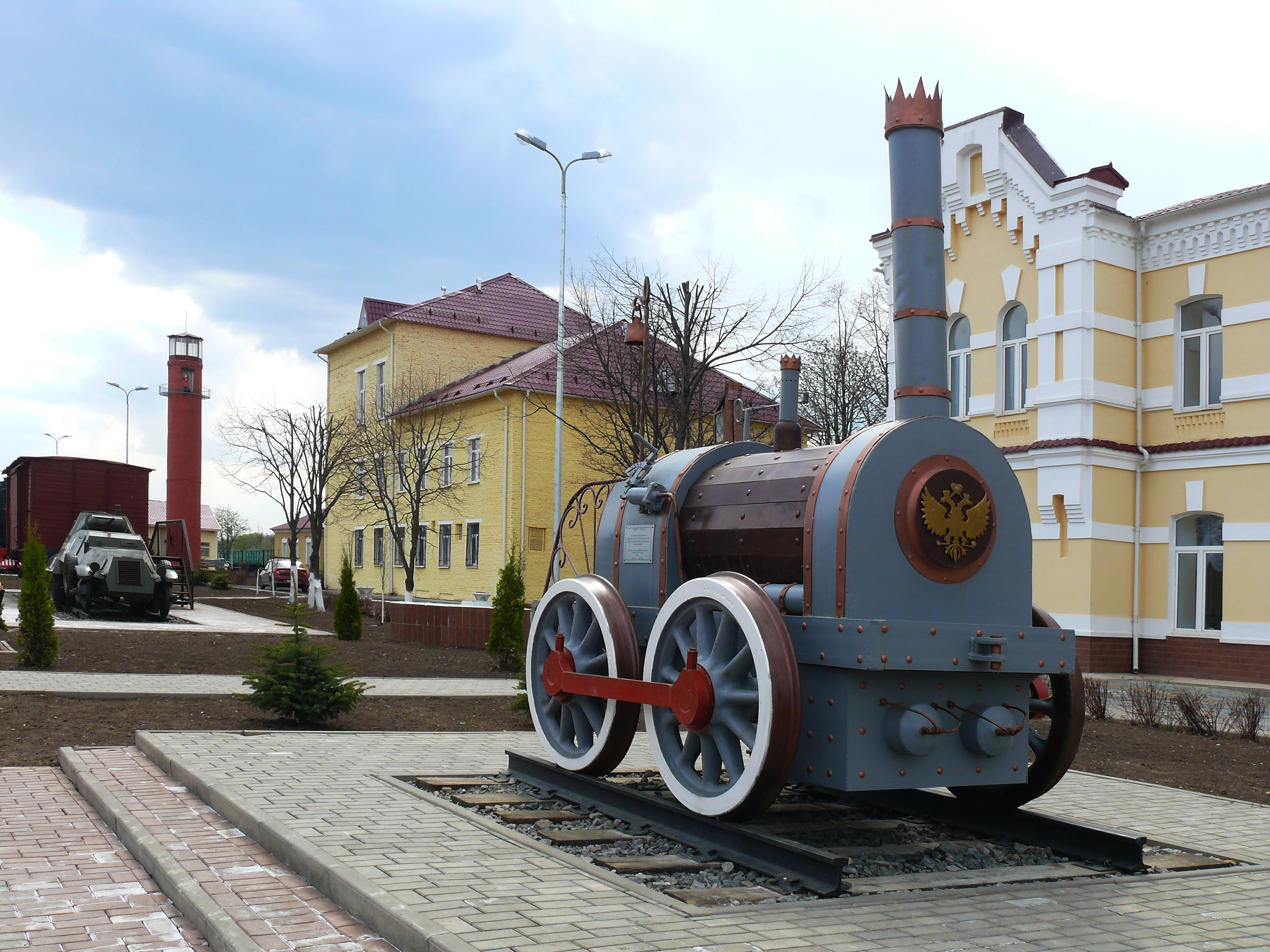
Monument lokomotivy ve Věnovu

O tři roky později byli díky vývoji lokomotivy Jefim a Miron osvobozeni. Patent na jejich vynález jim byl zamítnut. Dvojice zemřela nedlouho poté, Jefim v roce 1842 a Miron v roce 1849. Lokomotivy pro první státem podporované železnice v Rusku byly dováženy z jiných zemí. Roku 1857 byla použita první lokomotiva mimo továrnu.
Lokomotiva je stále připomínána i v moderní historii. Historie lokomotivy je prezentována v Muzeu lokální historie Nižního Tagilu a v Polytechnickém muzeu. Objevila se taktéž na několika poštovních známkách.